# شورش (فیلم ۱۹۱۳)
شورش (انگلیسی: The Riot) یک فیلم کوتاه کمدی به کارگردانی مک سنت است که در سال ۱۹۱۳ منتشر شد.

## گزیدهٔ بازیگران
- فیلیس آلن
- راسکو آرباکل
- آلیس دَوِنپورت
- هنک من
- چارلز ماری
- میبل نورماند
- فورد استرلینگ
- اَل سنت جان